# Ланге Октавій Костянтинович
Окта́вій Костянти́нович Ла́нге (2 березня (14 березня) 1883, с. Карачіївці Ушицького повіту Подільської губернії, нині Дунаєвецького району Хмельницької області — 3 грудня 1975, Москва) — гідрогеолог. Доктор геолого-мінералогічних наук (1940). Заслужений діяч науки Узбецької РСР (1936).

## Біографічні дані
Закінчив 1903 року Кам'янець-Подільську класичну гімназію, 1910 року — природниче відділення фізико-математичного факультету Московського університету.
Професор (від 1926 року) Московського університету. Організатор і керівник кафедр гідрогеології в Московській гірничій академії (1920–1923), Московському гідрометеорологічному інституті (1930–1935), Середньоазіатському (1926–1930) і Московському (1953–1964) університетах, Середньоазіатському індустріальному інституті (1930–1940). Завідувач кафедри динамічної геології Московського університету (1943–1953).
Нагороди: орден Леніна (1952), орден Трудового Червоного Прапора (1961), медалі.

## Наукова діяльність
Вивчав підземні води Бессарабії (1915–1916), Середньої Азії (1924–1949) та ін.
Основні праці пов'язано з класифікацією підземних вод, вивченням їх зональності, динаміки та режиму. Автор підручників із загальної геології і гідрогеології для вузів.